# Dichroplus patruelis
Dichroplus patruelis är en insektsart som först beskrevs av Carl Stål 1861.  Dichroplus patruelis ingår i släktet Dichroplus och familjen gräshoppor. Inga underarter finns listade i Catalogue of Life.